# Renato Mallota
Renato Malota (24 de Junho de 1989, Lezhë, Albânia) é um futebolista albanês-chileno que joga como zagueiro atualmente pelo KS Dinamo Tiranë da Albânia .